# V"jačeslav Bobrov
V"jačeslav Volodymyrovyč Bobrov (in ucraino В'ячеслав Володимирович Бобров?; Donec'k, 19 settembre 1992) è un cestista ucraino.

## Carriera
Con l'Ucraina ha disputato due edizioni dei Campionati europei (2017, 2022).

## Palmarès
- Campionato lettone: 1

VEF Rīga: 2024-2025
- Lega Baltica: 1

Pieno žvaigždės: 2017-2018
- Lega Lettone-Estone: 2

Prometej: 2022-2023
VEF Rīga: 2024-2025
- Coppa di Lettonia: 1

VEF Rīga: 2025